# 本位銀貨

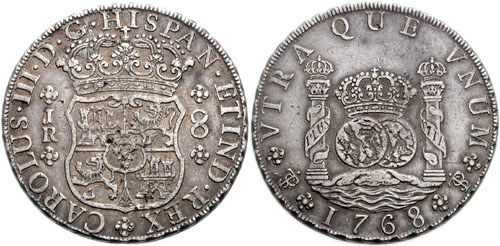
本位銀貨として広く流通したスペイン系
8レアル銀貨　1768年銘 ポトシ鋳造

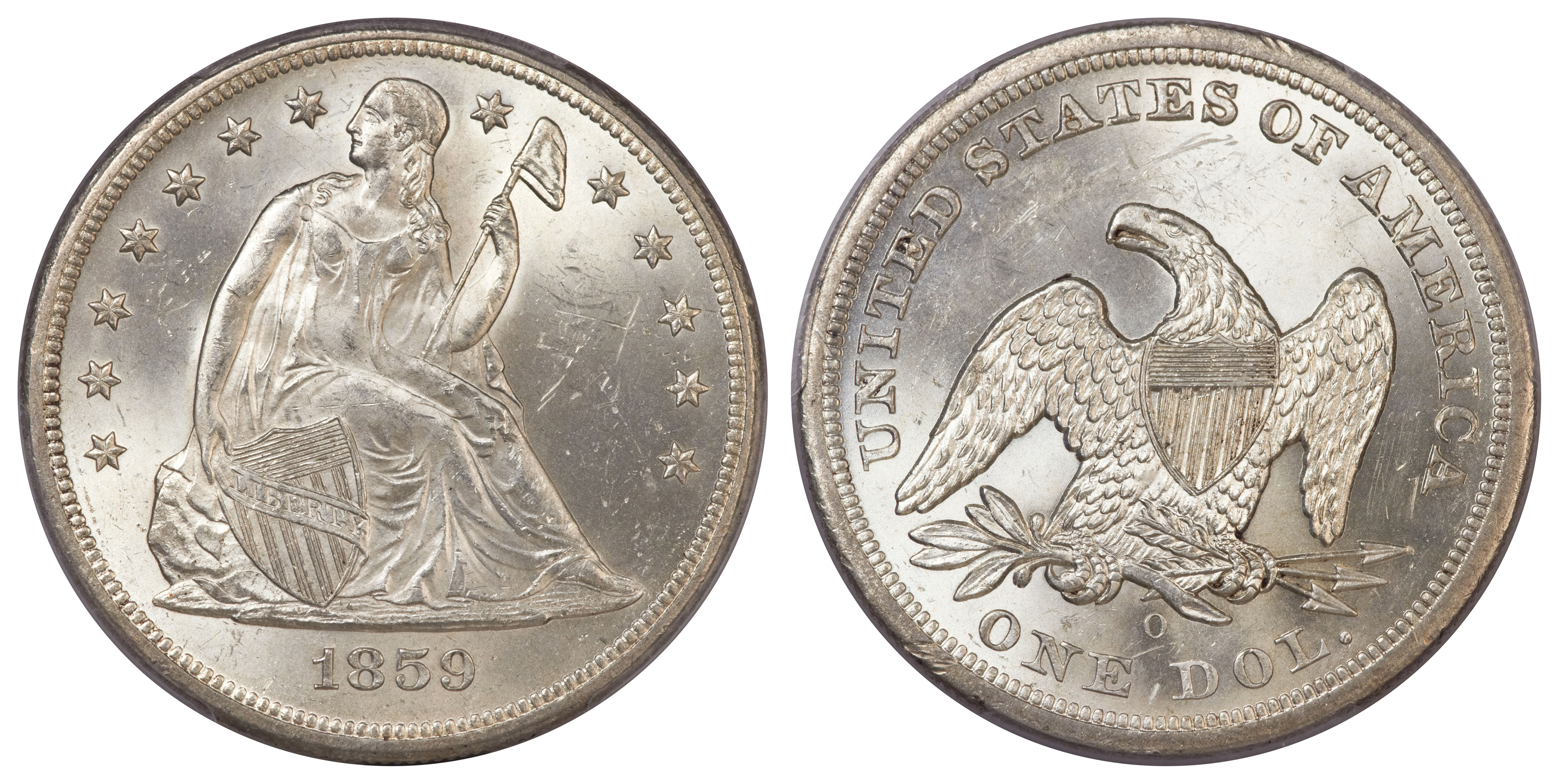
アメリカの1ドル銀貨
シーテッドリバティ　1859年銘

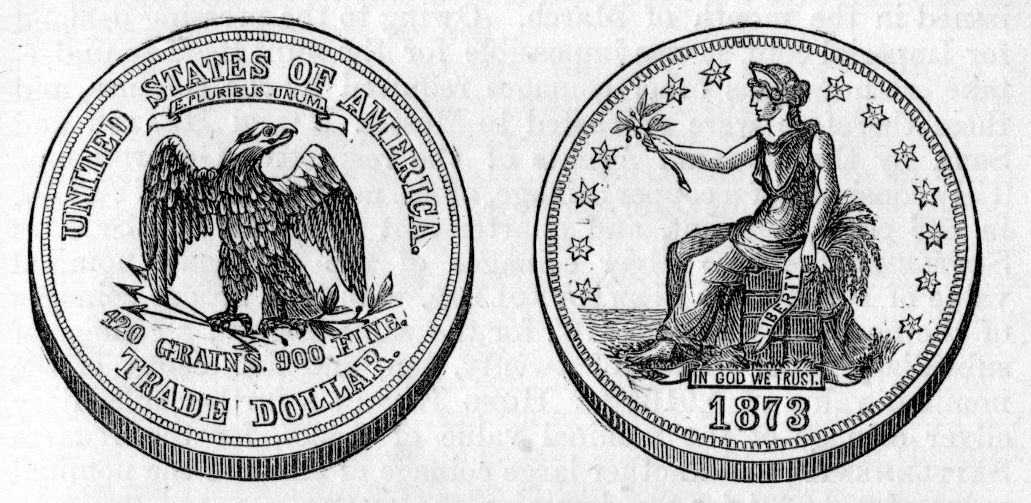
アメリカの貿易銀
1873年銘（イラスト）

本位銀貨（ほんいぎんか）とは、銀本位制が施行されている貨幣制度下において、本位貨幣として鋳造され発行、流通した銀貨のことである。補助貨幣とは異なり、硬貨に標記の額面と実質価値に差は無く、自由鋳造、自由融解が認められ無制限通用力を有している。
日本では明治時代に新貨条例において発行された1円銀貨と、貿易銀がこれにあたる。ただし、1897年の金本位制を基本とした貨幣法施行後は、1円銀貨は廃止され国内での法定通貨としての効力を失った。
また、日本以外の国では、15世紀以降スペインがメキシコを始めとするとる中南米諸国で鋳造した8レアル銀貨が当時の国際通貨になっていたほか、オーストリアのマリアテレジアの1ターラー銀貨、アメリカの1ドル銀貨、フランスの5フラン銀貨などが有名である。ただし、アメリカは1873年以降金本位制となり、１ドル銀貨は1878年以降は無制限通用力は引き続き認められたものの自由鋳造は認められず、政府が市場価格で銀地金を購入し造幣局に輸納して銀貨に鋳造されることとなり、以降本位貨幣でなくなった。
また日本、イギリスやアメリカなどでは海外貿易専用の貿易銀も鋳造された。基本的にこれらは先に述べたスペイン系の8レアル銀貨を模した420グレーン程度の量目を有する品位.900、直径38ミリ大の大型銀貨である。本位金貨は各種の量目、サイズのものが鋳造されたが、本位銀貨についてはほとんどの場合このサイズに限定されていた。
各国が金本位制に移行して、これら大型の本位銀貨は概ね1930年前後に姿を消した。